# Mathildenplatz (Darmstadt)
Der Mathildenplatz ist eine kleine Parkanlage in Darmstadt.

## Geschichte und Lage
Die ca. 150 Meter lange und ca. 50 Meter breite Parkanlage entstand in der ersten Hälfte des 19. Jahrhunderts und wurde nach Mathilde Karoline von Bayern benannt.
Der Mathildenplatz wurde nach Plänen des Architekten Georg Moller angelegt.
Am Nordrand stand das Maintor, das im Jahre 1874 durch das Gebäude des Landgerichts ersetzt wurde.
An der Ostseite wurden Bürgerhäuser im klassizistischen Stil errichtet.
Am Südrand wurde das neue Kanzleigebäude erbaut.
An der Westseite stand der Marstall; der in den 2000er-Jahren durch das neue Justizgebäude ersetzt wurde.
Der ursprünglich baumbestandene Mathildenplatz wurde um das Jahr 1900 in eine Rasenfläche umgewandelt.
Die Grünanlage wurde in zwei quadratische Flächen, mit je zwei sich kreuzenden Wegen, unterteilt.
Im Jahre 1908 wurden die Wege mit Mosaikpflaster befestigt. 
Die beiden Wegschnittpunkte wurden durch rundes, dreifarbiges Mosaikpflaster-Ornament betont.
Um den Mathildenplatz wurde eine Doppelreihe Bäume gepflanzt.

## Löwenbrunnen
Der Löwenbrunnen aus dem Jahre 1824 ist ein dreistöckiger Brunnen aus gelbem und rotem Sandstein.
Der Brunnen im Zentrum des Platzes wurde von Franz Heger entworfen.
Im Jahre 1840 wurde der Brunnen – der ursprünglich auf dem Luisenplatz stand – auf den Mathildenplatz versetzt. 
Der Brunnen besteht aus einem, durch eine dreistufige Treppe gerahmtes, rundes Wasserbassin mit einem zweiten, inneren Hochbecken, in dessen Mitte auf einem achteckigen Postament eine flache, gusseiserne Schale ruht.
Das Sockelrelief, wie ein Wappen gestaltet,  zeigt zwei Delphine, die sich um den Dreizack Neptuns winden. 
Diese Ornament findet sich an allen Sockeln.
Sämtliche plastische Teile des Brunnens sind Bildhauerarbeiten von Johann Baptist Scholl d. Ä.
Die gusseiserne Schale wurde von den Gebrüdern Utsch in Bacharach gefertigt.
Der verarbeitete gelbe Sandstein stammt aus Heilbronn, der rote Sandstein aus Bettingen am Main.
An dem Löwenbrunnen (ein sogenannter Mischbrunnen) sind  die drei Formen des steigenden, fallenden und ausgießenden Wassers vereint; sie ergeben ein malerisches Wasserspiel. 
Aus der obersten Schale steigt die Fontäne.
Ihr zurückgeflutetes Wasser fällt wie ein Schleier-Wasserfall herab in das unterste Rundbecken.
Dazwischen ein zweites, engeres Becken, das sein Wasser aus speinden Löwenkopfen erhält.
Dieses mittlere Becken ist unterteilt von bis über seinen Rand vorstoßenden Postamenten, auf denen Löwen lagern.
Sie wiederum speien zusätzlich Wasser ins untere Becken.

## Denkmäler
Im Nordteil des Parks befindet sich das Gustav-Lorenz-Denkmal.
Am südlichen Rand des Mathildenplatzes steht das im Jahre 1890 von dem „Cölner Männer-Gesangverein“ und Darmstädter Kunstfreunden gestiftete Abt-Vogler-Denkmal.
Das Denkmal erinnert an den Komponisten und Musiklehrer Abt Georg Joseph Vogler (Abt Vogler) und seiner zwei bedeutendsten Schüler Giacomo Meyerbeer und Carl Maria von Weber.
Eine quadratische, niedrige schmiedeeiserne Einfriedung umgibt das Denkmal.
Auf einem Syenitsockel, mit den Reliefs von Giacomo Meyerbeer und Carl Maria von Weber, steht die Bronzebüste des „Abbe“.
Das Abt-Vogler-Denkmal entstand nach einem Entwurf des Bildhauers Robert Henze.

## Impressionen vom Mathildenplatz

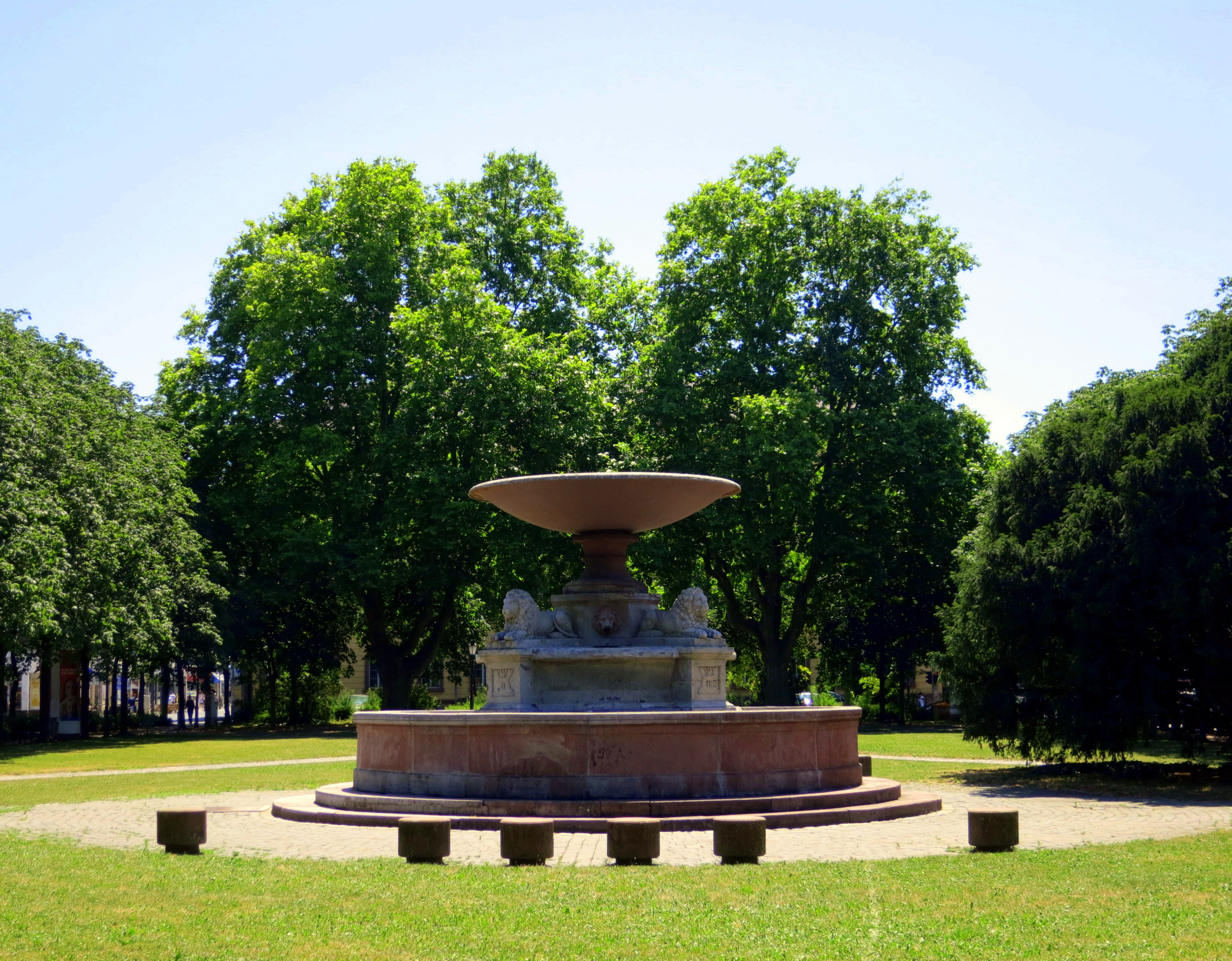
Löwenbrunnen (2015)
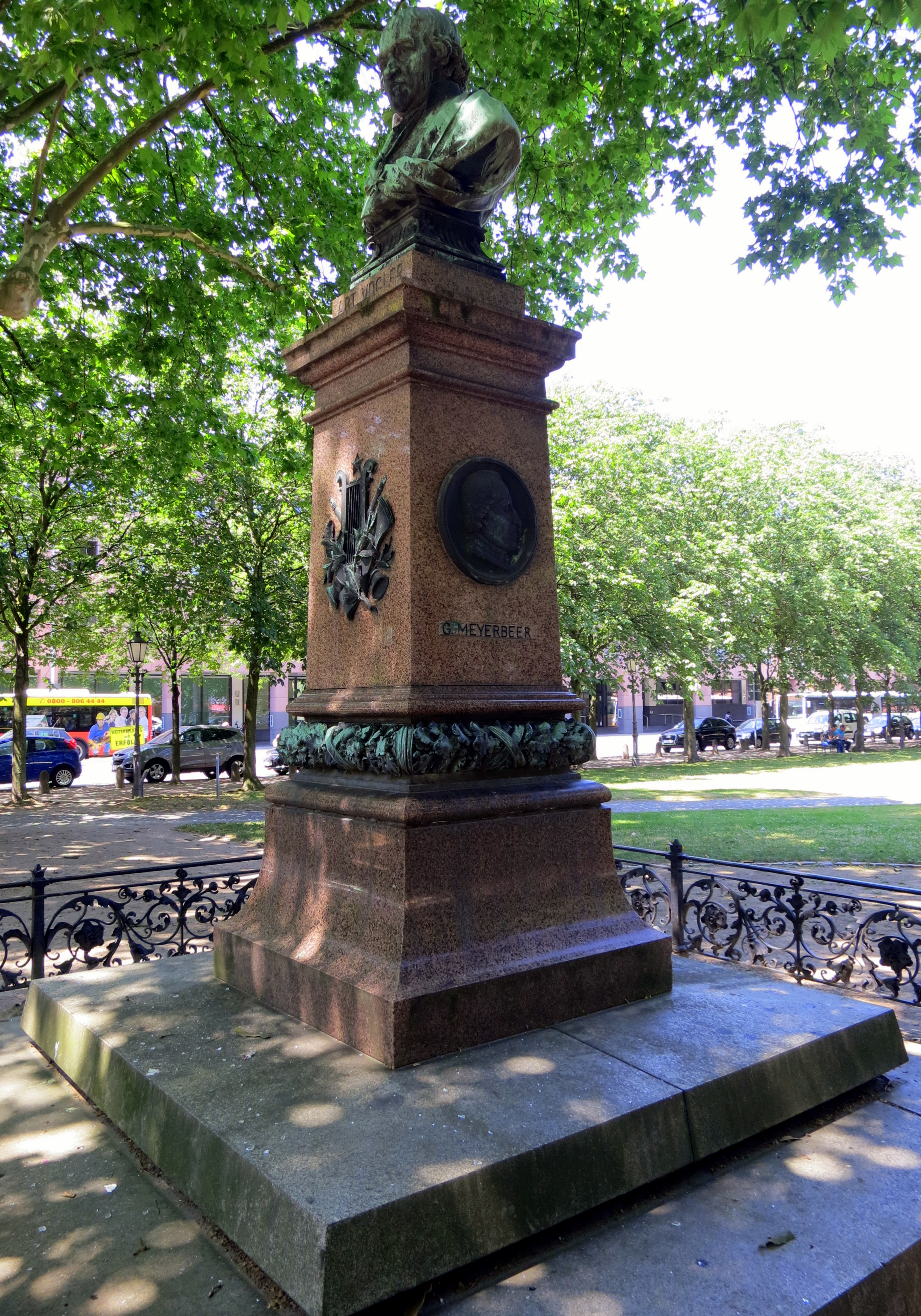
Abt-Vogler-Denkmal (2015)
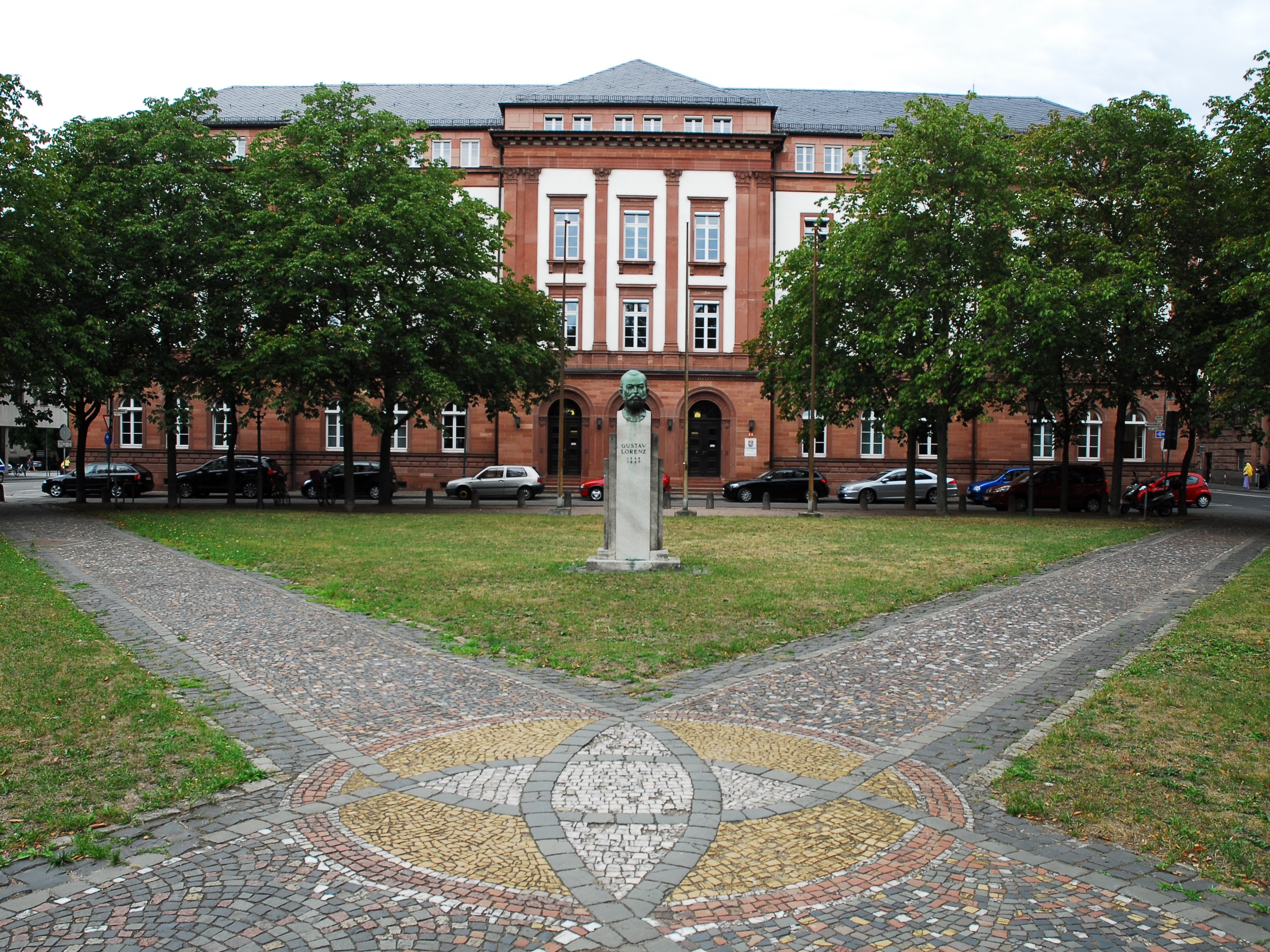
Altes Landgericht, Haupteingang (2015)
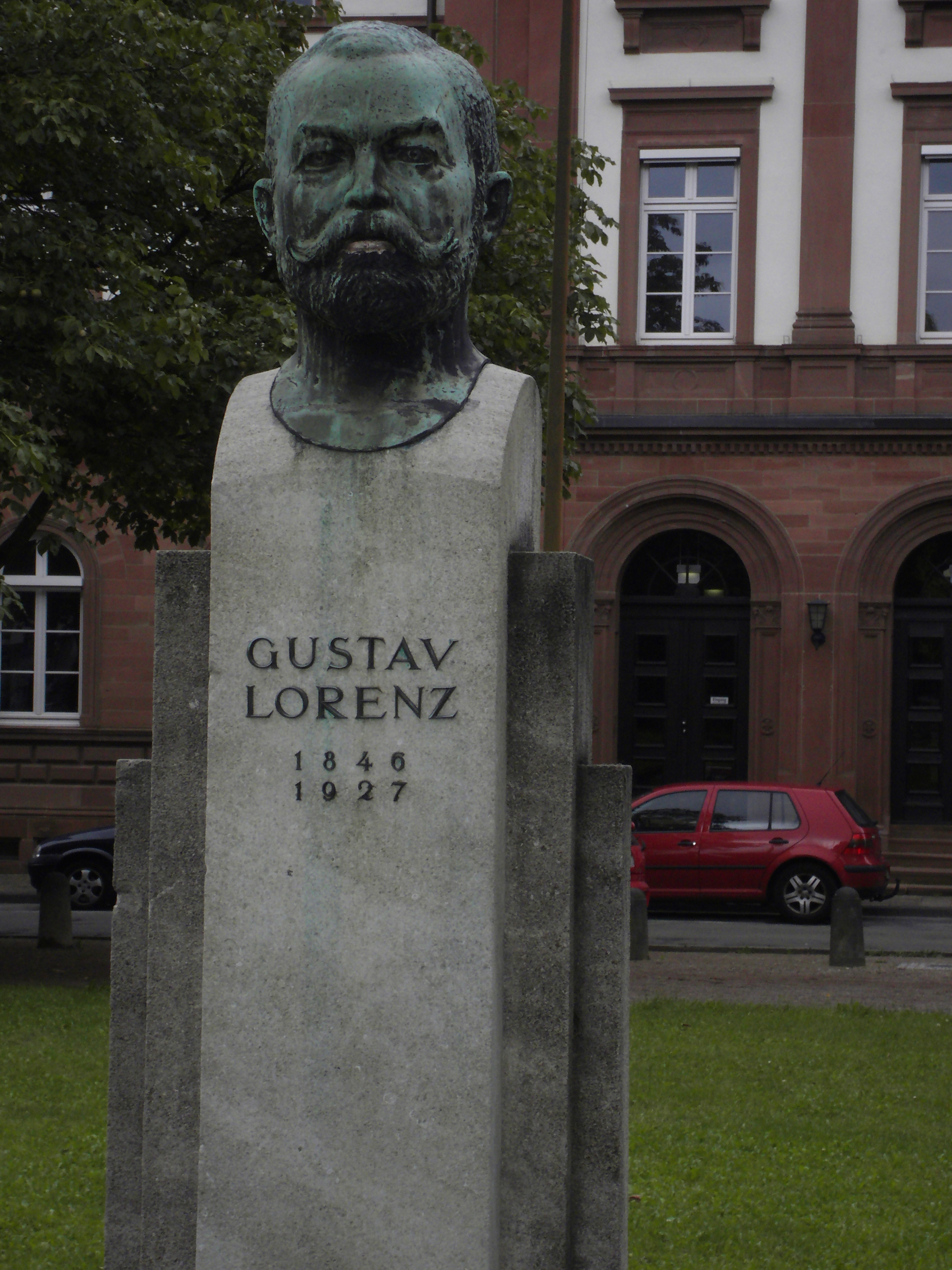
Gustav-Lorenz-Denkmal (2014)
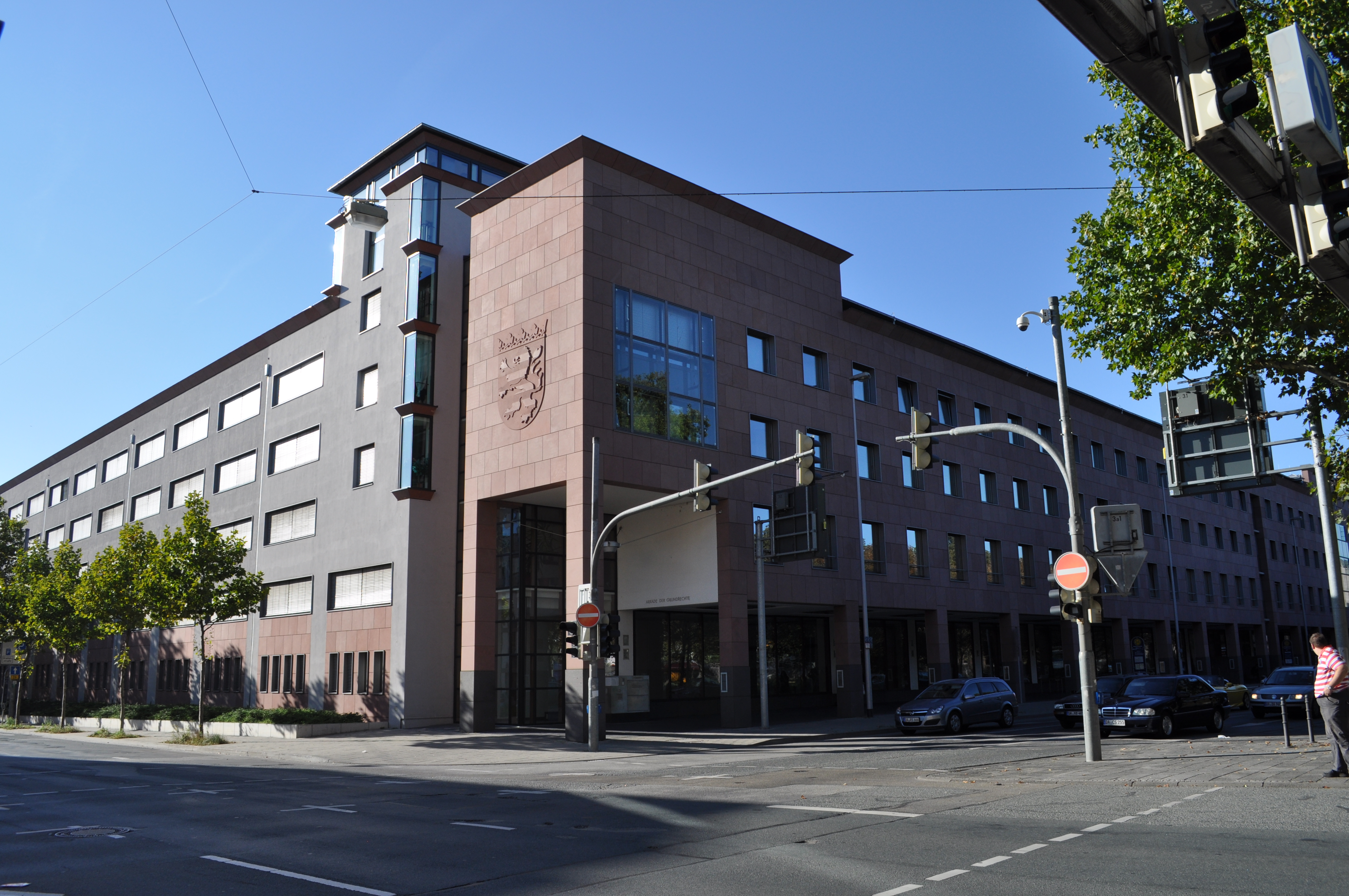
Justizzentrum (2011)
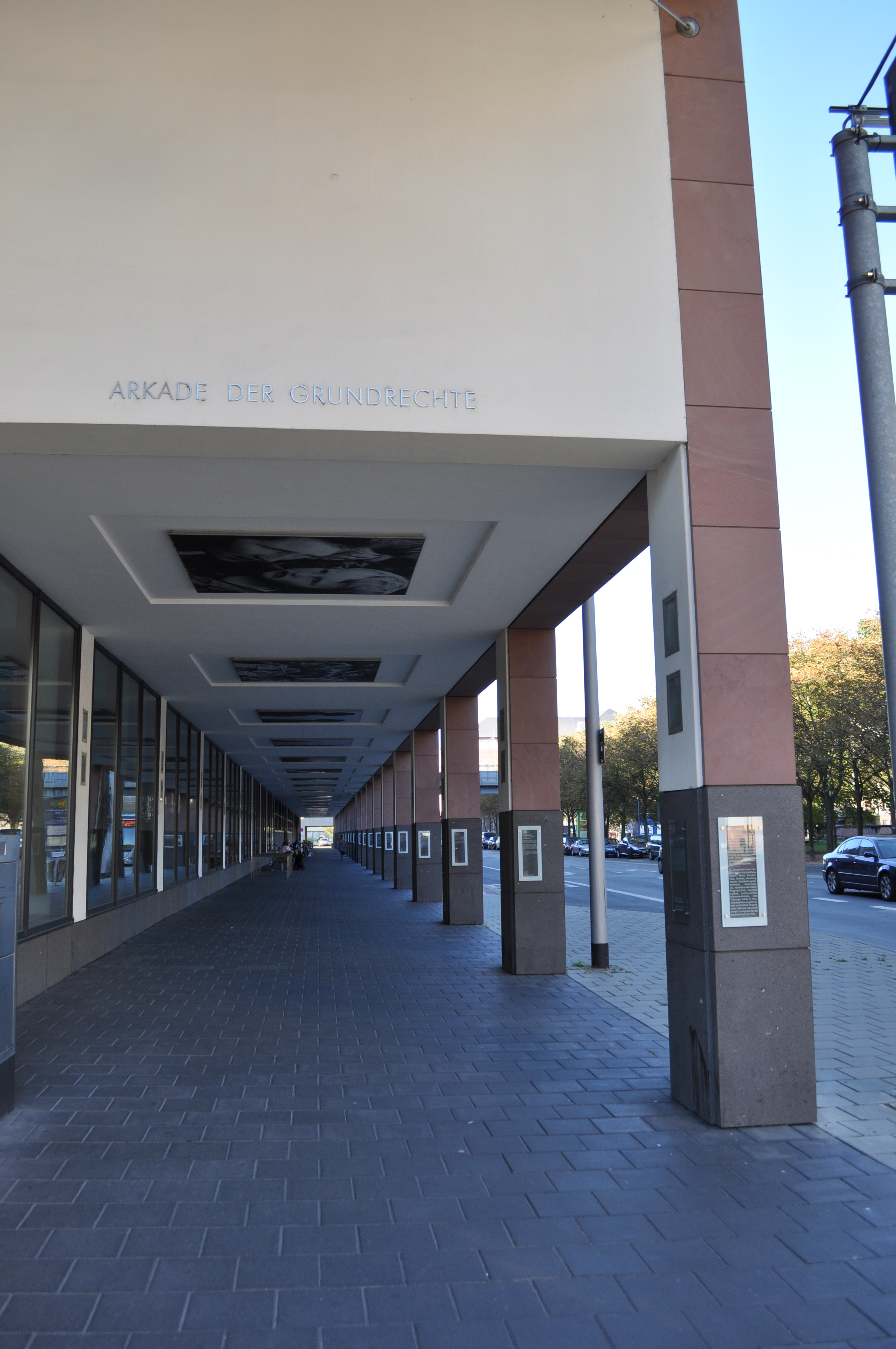
Justizzentrum, Arkade der Grundrechte (2011)
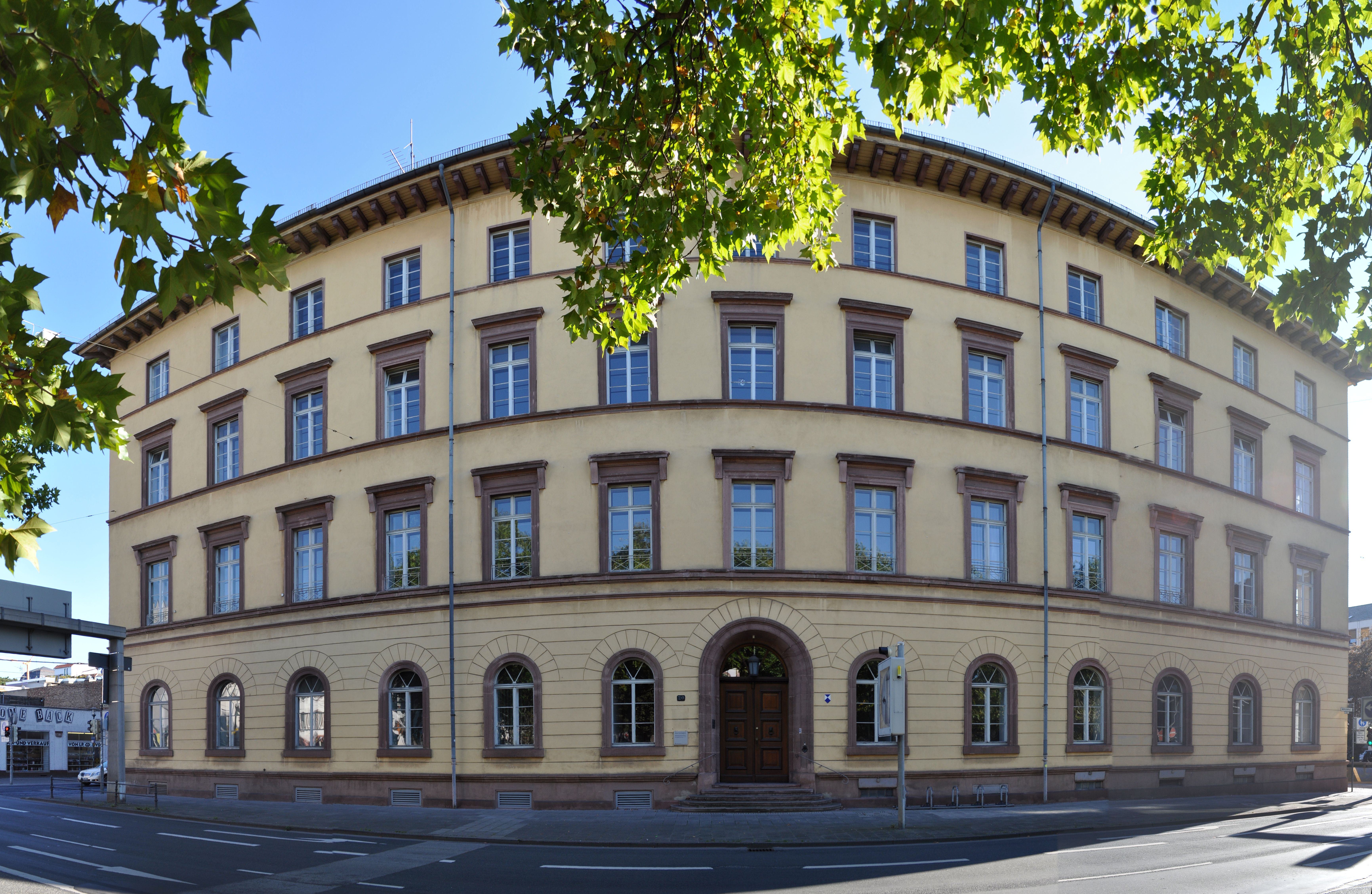
Neue Kanzlei (2011)
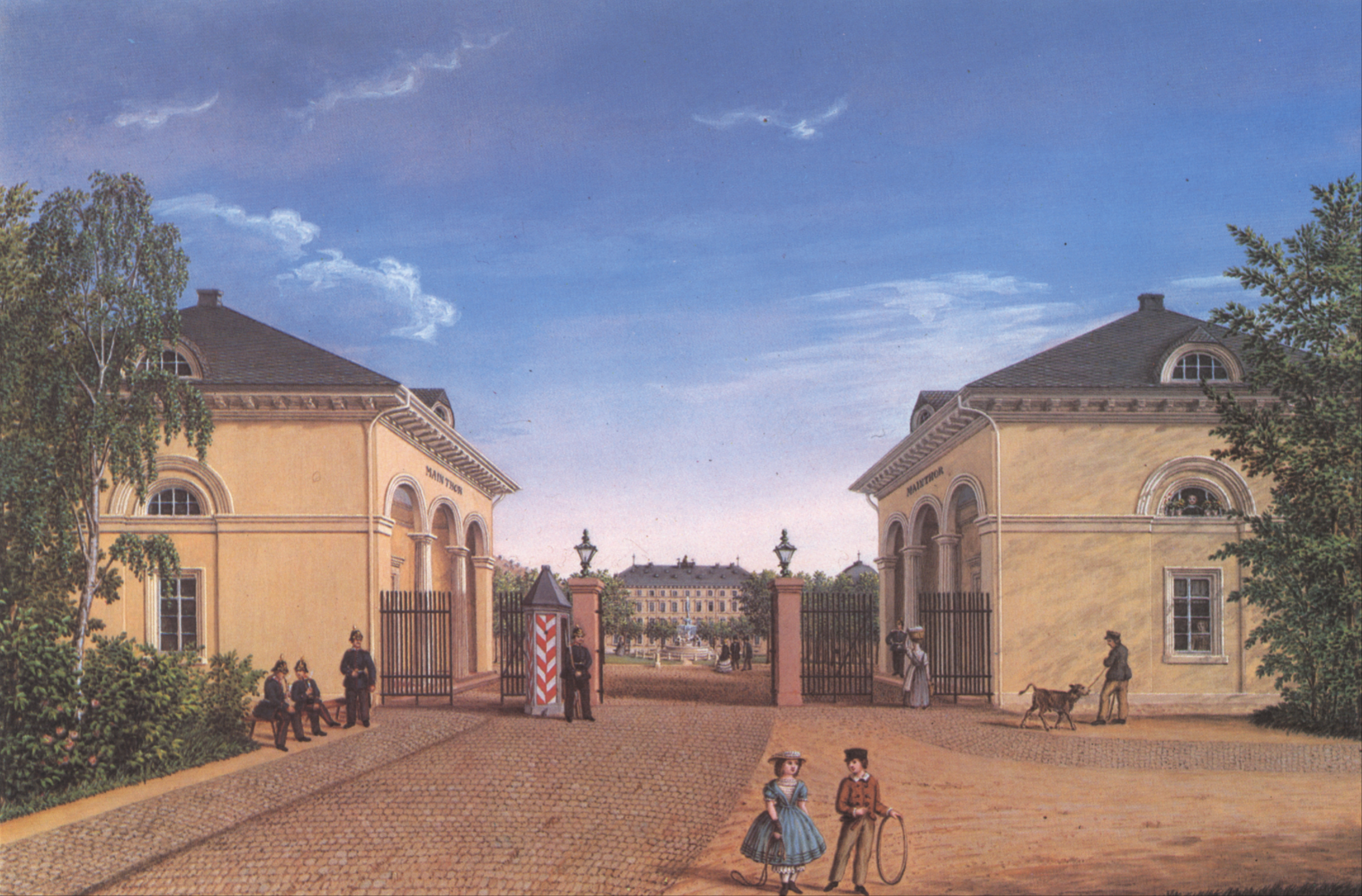
Frankfurter-Tor mit Blick zum Mathildenplatz (frühes 19. Jahrhundert)
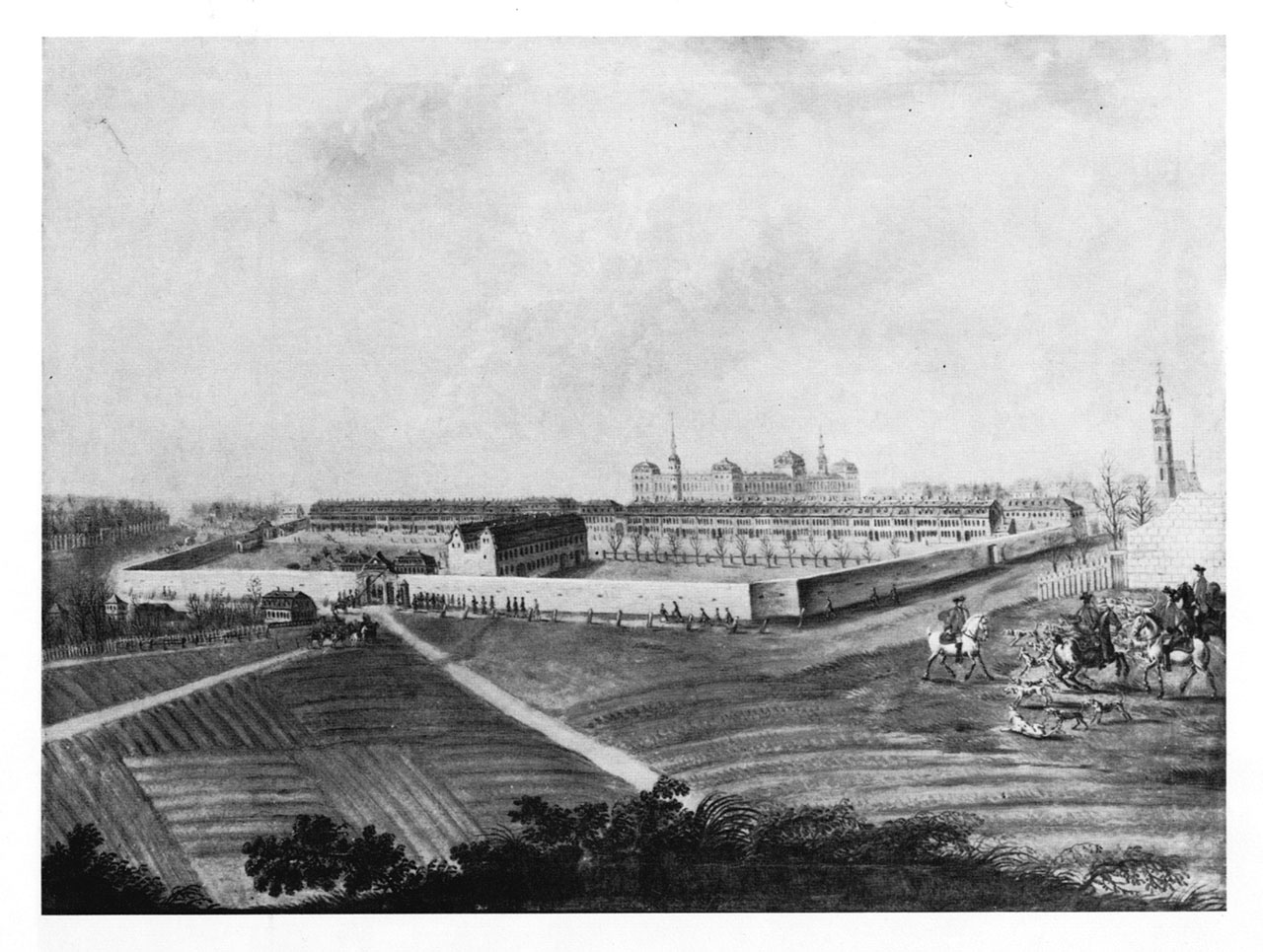
Kleiner Exerzierplatz, jetzt Mathildenplatz (circa 1753)